# George Rodger
George Rodger (Hale, Cheshire, 1908 — Ashford, 24 de julho de 1995) foi um fotojornalista britânico notório por seu trabalho na África e por fotografar os assassinatos em massa do campo de concentração de Bergen-Belsen no final da Segunda Guerra Mundial.

## Biografia
Rodger era um fotógrafo autodidata, que inicialmente pretendia ser escritor, sentindo necessidade de retratar o mundo tal como ele era.
Depois de concluir os estudos no Saint Bees College, nos anos 20, alistou-se na marinha mercante inglesa com a intenção de poder viajar. Foi nessa altura que começou a escrever sobre as suas viagens, decidindo comprar uma câmara de bolso Kodak com o objetivo de ilustrar as suas histórias. Em 1929 já tinha dado a volta ao mundo três vezes, mas ainda não tinha conseguido encontrar ninguém interessado em publicar as suas histórias.
Depois de um período difícil nos Estados Unidos da América, causado pela Grande Depressão, trabalhou como fotógrafo para a revista The Listener, da BBC (British Broadcasting Corporation). Mais tarde, mas durante um curto espaço de tempo, colaborou com a Black Star Agency, publicando as suas fotografias na Tattler, na Sketch, na Bystander e no Illustrated London News. As fotografias publicadas pelo London Blitz chamaram a atenção dos responsáveis da revista Life para o seu trabalho. De 1939 a 1945 foi correspondente de guerra desta revista, cobrindo as atividades das forças francesas livres na África Ocidental, ganhando 18 medalhas pela coragem demonstrada. Acabou por ir também para a frente de guerra na Eritreia, na Abissínia (atual Etiópia), passando pelo Iraque, Birmânia e Itália, onde conheceu Robert Capa. Depois de fazer a cobertura das libertações da França, da Bélgica e dos Países Baixos do domínio alemão, foi o primeiro fotógrafo a entrar e a fotografar o campo de concentração de Bergen-Belsen, em Abril de 1945. Estas imagens acabariam por ser publicadas pela Time e pela Life.
Depois desta experiência traumática na procura de "boas composições" na frente da morte, decidiu que não queria mais ser fotógrafo de guerra ou de violência em qualquer uma das suas formas. Desiludido com as missões do pós-guerra para a Time e para a Life, demitiu-se e começou a trabalhar como freelancer. Embarcou numa viagem de 28 mil milhas por toda a África e Oriente Médio, começando a concentrar-se progressivamente na vida animal, nos rituais e nas formas de vida da Natureza.
Em 1947, e a convite de Robert Capa, tornou-se um dos fundadores e vice-presidente da agência Magnum.
A sua grande viagem seguinte foi novamente a África, onde tirou fotografias extraordinárias à tribo Kordofan Nuba, que foram publicadas pela primeira vez na revista National Geographic, em 1951.
Até à década de 1980 fez mais de quinze expedições ao continente africano. As suas reportagens a cores do Saara, dos tuaregues e da vida animal, complementadas com os textos da sua mulher, a jornalista Jinx Rodger, foram também publicadas pela National Geographic.
Em 1970 tornou-se colaborador da Magnum e no final desta década regressou a África com uma bolsa da British Arts Council, fotografando rituais de circuncisão nunca antes presenciados por ocidentais.
O seu trabalho teve grande projeção na Europa, tendo inclusivamente recebido numerosos prémios.